# Аносовка
Ано́совка — река в России, протекает в Кабанском районе Бурятии. Впадает в озеро Байкал.

## География
Длина реки составляет 22 км.
Река берёт начало в 3 км к западу от горы Хребтовая и течёт в северо-западном направлении. С юга впадает в Байкал.
Около устья Аносовка имеет следующие характеристики: ширина 30 метров, глубина 1,5 метра, грунты дна каменистые.
Поселения на берегах реки отсутствуют.
Протекает преимущественно в гористой местности, устье низменное. Климат резко континентальный.

## Притоки
По расстоянию от устья:
- справа: Черемшанная;
- справа: 14 км — Правая Аносовка[3] (51°26′13″ с. ш. 105°02′45″ в. д.HGЯO);
- слева: Левая Аносовка[3].

## Данные государственного водного реестра
По данным государственного водного реестра России и геоинформационной системы водохозяйственного районирования территории РФ, подготовленной Федеральным агентством водных ресурсов:
- Бассейновый округ — Ангаро-Байкальский;
- Речной бассейн — бассейны малых и средних притоков средней и северной части озера Байкал;
- Речной подбассейн — отсутствует;
- Водохозяйственный участок — бассейны рек южной части озера Байкал в междуречье рек Селенга и Ангара.